# Политические партии Латвии
Ниже представлен список политических партий, зарегистрированных в Латвии. В Латвии существует многопартийная система, в рамках которой ни одна партия обычно не имеет шанса прийти к власти в одиночку, и партии должны работать друг с другом для создания коалиционных правительств. В ноябре 2016 года в Латвии было восемь партийных объединений и 65 партий, в отношении 14 из которых были возбуждены процедуры ликвидации. По данным партий, в них состояло 20 247 человек.

## История
Старейшей латвийской политической партией является Латвийская социал-демократическая рабочая партия (ЛСДРП), созданная в 1904 году. В 1906 году она была переименована в Социал-демократию Латышского края (СДЛК) и присоединилась к РСДРП. В 1915 году к власти в СДЛК пришли большевики, добившиеся исключения своих оппонентов, меньшевиков, воссоздавших ЛСДРП. В 1917 году СДЛК была переименована в Социал-демократию Латвии, а в 1919 преобразована в Коммунистическую партию Латвии (КПЛ).
Партийное строительство активизировалось после Революции 1917 года. Так, уже в мае 1917 года был создан Латышский крестьянский союз, который возглавили Янис Голдманис, Зигфрид Анна Мейеровиц, Карлис Улманис и Микелис Валтерс. Новая партия выступала за «автономную Латвию в составе федеративной России; мир без аннексий и контрибуций; земельную реформу, опирающуюся на принцип неприкосновенности частной собственности; 8-часовой рабочий день». Помимо большевиков и Крестьянского союза, в Латвии также действовали эсеры, меньшевики, Латышская национал-демократическая партия, Партия независимости Латвии и другие. Но все они были небольшими партиями, неспособными конкурировать с двумя лидерами. Неудивительно, что первое место в Латвии на выборах во Всероссийское учредительное собрание заняла Социал-демократия Латвии, вторым стал Латышский крестьянский союз.
После Войны за независимость и поражения ЛССР Компартия Латвии была запрещена.
В независимой Латвии ведущими партиями были ЛСДРП (меньшевики), Латышский крестьянский союз, Латгальская крестьянская партия, Комитет немецких прибалтийских партий и запрещённая Компартия Латвии, принимавшая участие в выборах под другими названиями. 15 мая 1934 года премьер-министр Карлис Улманис осуществил государственный переворот. Став де-факто единоличным правителем страны, Улманис приостановил действие конституции, распустил Сейм, ликвидировал все политические партии и закрыл многие газеты.
В 1940 году Латвия вошла в состав СССР. С 1940 и по 1990 год в Латвии действовала однопартийная система.
На 2011 год в Латвии действовало 57 партий, в которых состояло около 25 000 человек.

## Ведущие партии
Ниже перечислены партии, представленные в Сейме Латвии, Европарламенте, Кабинете министров и/или в Рижской думе.
| Название | Название                                                                            | Год  | Лидер(ы)                             | Идеология                                                                     | Сейм      | ЕП     | КМЛ     | РД       | Прим.                          |
| -------- | ----------------------------------------------------------------------------------- | ---- | ------------------------------------ | ----------------------------------------------------------------------------- | --------- | ------ | ------- | -------- | ------------------------------ |
|          | Социал-демократическая партия «Согласие» «Saskaņa» sociāldemokrātiskā partija, SDPS | 2010 | Нил Ушаков                           | Левый центр: социал-демократия, защита русских                                | 22 из 100 | 2 из 8 | 0 из 14 | 12 из 60 |                                |
|          | Новая консервативная партия Jaunā konservatīvā partija, JKP                         | 2014 | Янис Борданс                         | Правый центр/правые: консерватизм, антикоррупция, проевропеизм                | 15 из 100 | 0 из 8 | 3 из 14 | 4 из 60  |                                |
|          | «Для развития/За!» Attīstībai/Par!, AP!                                             | 2018 | Даниэль Павлютс Юрис Пуце            | Центризм: социальный либерализм, проевропеизм, защита ЛГБТ                    | 13 из 100 | 1 из 8 | 3 из 14 | 7 из 60  | Блок партий LA, Par!, Izaugsme |
|          | Национальное объединение Nacionālā apvienība, NA                                    | 2010 | Райвис Дзинтарс                      | Правые/правые радикалы: национал-консерватизм, экономический либерализм       | 12 из 100 | 2 из 8 | 2 из 14 | 5 из 60  |                                |
|          | «Кому принадлежит страна?» Kam pieder valsts?, KPV                                  | 2016 | Артус Кайминьш                       | Правые: популизм, евроскептицизм, консерватизм                                | 10 из 100 | 0 из 8 | 3 из 14 | 0 из 60  |                                |
|          | Союз зелёных и крестьян Zaļo un Zemnieku Savienība, ZZS                             | 2002 | Аугустс Бригманис                    | Центризм/правый центр: аграризм, консерватизм, зелёный консерватизм, популизм | 10 из 100 | 0 из 8 | 0 из 14 | 0 из 60  | Блок LZS и LZP                 |
|          | «Единство» Vienotība, V                                                             | 2011 | Ашераденс, Арвилс                    | Правый центр: либеральный консерватизм                                        | 9 из 100  | 2 из 8 | 3 из 14 | 10 из 60 |                                |
|          | Русский союз Латвии Latvijas Krievu savienība, LKS                                  | 1998 | Татьяна Жданок и Мирослав Митрофанов | Левый центр: защита русских, русофилия, социальный консерватизм               | 0 из 100  | 1 из 8 | 0 из 14 | 4 из 60  |                                |

### Прочие партии
- «Атмода». (Atmoda; 2014). Лидер — Судраба, Ингуна. Правая; консерватизм, социальный консерватизм, евроскептицизм.
- «Дзимтене». (Dzimtene; 2019). Лидер — Юрий Журавлёв[латыш.]. Левая; социализм, синдикализм.
- «Едины за Латвию[латыш.]». (Vienoti Latvijai; 2019). Лидер — Андис Адатс. Центризм, популизм.
- «Латвии и Вентспилсу[латыш.]» (Latvijai un Ventspilij; 1994). Местняя партия, создатель и лидер — Айварс Лембергс, бессменный мэр Вентспилса с 1988 года. Правый центр, локализм, евроскептицизм. По итогам выборов 2017 года завоевала 9 мест из 13 в думе Вентспилса.
- Латвийская социал-демократическая рабочая партия (Latvijas Sociāldemokrātiskā Strādnieku Partija, LSDSP; 1904). После переворота Карла Улманиса 1934 года была ликвидирована. После 1940 года действовала в эмиграции. Возобновила деятельность в Латвии в 1989 году. Левый центр; социал-демократия. Член Социнтерна и ПЕС (набюдатель).
- Латгальская партия (Latgales partija; 2012). Лидеры: Янис Лачплесис и Алдис Адамович[латыш.]. Регионализм. 2 места в Сейме (по списку коалиции «Новое единство»).
- Лиепайская партия (Liepājas partija; 2004). Лидер — бывший мэр Лиепаи Улдис Сескс. Правый центр; локализм, мягкий евроскептицизм. Член Союза зелёных и крестьян. Представлена в Сейме, в 2017 году завоевала 7 мест из 15 в Лиепайской думе.
- «Наследие Отечества[латыш.]» (Tēvzemes mantojums, TM; 2000). Левый[источник не указан 1030 дней] национализм.
- Объединение регионов Латвии (Latvijas Reģionu apvienība, LRA; 2014). Создана в результате объединения Альянса регионов, Видземской партии и партии «Огрский регион». Центризм; регионализм. Член группы ЕКР.
- Объединение политических партий «Латвийские националисты[латыш.]» (Latviešu Nacionālisti; 2018). Образовано в результате слияния «Партии латвийского возрождения», партий «Наследие Отечества» и «Земля Мары» и нескольких общественных организаций. Цель — «защищать национальные, экономические, социальные, культурные и другие жизненно важные интересы латвийского народа». Национализм, консерватизм, популизм.
- «Пробуждение» (Atmoda; 2014). Создана бывшим руководителем госконтроля Латвии Ингуной Судраба на базе из одноимённого народного движения. Прежнее название — «От сердца — Латвии» (No sirds Latvijai). Правая; консерватизм, социальный консерватизм, правый популизм, евроскептицизм. Член ЕХПД.
- «Прогрессивные» (Progresīvie; 2017). Сопредседатели — преподаватель Рижского университета Антонина Ненашева и эколог Эдмундс Цепуритис. Левый центр/левые; социал-демократия, энвайронментализм, проевропеизм, еврофедерализм, прогрессизм. 11 мест в Рижской думе.
- «Рост». (Izaugsme; 2013). Лидер — Андрис Скриде[латыш.]. Центризм; прогрессивизм, регионализм.
- Социалистическая партия Латвии. Лидер — Владимир Фролов. Ультралевая; социализм, коммунизм, марксизм. Член GUE-NGL, Международной встречи коммунистических и рабочих партий.
- Христианско-демократический союз[латыш.] (Kristīgi Demokrātiskā Savienība, KDS; 1991). Правый центр; христианская демократия, консерватизм. Член ЕХПД.
- «Честь служить Риге[латыш.]*» (Gods kalpot Rīgai!; 2012). Лидер — Андрис Америкс. Регионализм.

## Исторические
Созданы до 1940 года:
- Демократический центр
- Латвийская социал-демократическая рабочая партия (1904)
- Латышский крестьянский союз
- Коммунистическая партия Латвии
- Национальное объединение
- Социалистическая рабоче-крестьянская партия Латвии

Созданы после 1988 года:
- Всё для Латвии!
- Гражданский союз
- Движение за национальную независимость Латвии
- Даугавпилсская городская партия
- Демократическая партия «Саймниекс»
- За родной язык!
- Латвийская первая партия
- Латвийский путь
- Латвийская социал-демократическая партия[латыш.]
- Народная партия[4]
- Народный фронт Латвии
- Новое время
- Новый центр
- Общество за другую политику
- Отечеству и свободе/ДННЛ
- Партия демократического центра[латыш.]
- Партия народного согласия
- Партия реформ
- Партия труда[латыш.]
- Равноправие
- Русская партия
- Социал-демократическая партия[латыш.]